# Apsilochorema iranicum
Apsilochorema iranicum là một loài Trichoptera trong họ Hydrobiosidae. Chúng phân bố ở miền Cổ bắc.